# Enigmatyzacja
Enigmatyzacja – w erystyce: celowe używanie niezrozumiałych pojęć, aby przeciwnik nie potrafił się do nich odnieść.
Jednym z warunków racjonalnej dyskusji jest posługiwanie się językiem zrozumiałym zarówno dla stron sporu jak i audytorium.